# Мельсбах
Мельсбах (нем. Melsbach) — община в Германии, в земле Рейнланд-Пфальц. 
Входит в состав района Нойвид. Подчиняется управлению Ренгсдорф.  Население составляет 2031 человек (на 31 декабря 2010 года). Занимает площадь 2,80 км².